# Lijst van voetbalinterlands België - Frankrijk (vrouwen)
Deze lijst van voetbalinterlands is een overzicht van alle officiële voetbalinterlands tussen de nationale vrouwenteams van België en Frankrijk. De landen hebben tot nu toe negentien keer tegen elkaar gespeeld.

## Wedstrijden
| №  | Plaats                | Datum            | Competitie           | Wedstrijd          | Uitslag |
| -- | --------------------- | ---------------- | -------------------- | ------------------ | ------- |
| 1  | Reims                 | 30 mei 1976      | Vriendschappelijk    | Frankrijk − België | 1 − 2   |
| 2  | Brussel               | 5 juni 1977      | Vriendschappelijk    | België − Frankrijk | 1 − 1   |
| 3  | Meaux                 | 15 april 1978    | Vriendschappelijk    | Frankrijk − België | 0 − 1   |
| 4  | Zulte                 | 12 mei 1979      | Vriendschappelijk    | België − Frankrijk | 0 − 2   |
| 5  | Sens                  | 12 juni 1982     | Vriendschappelijk    | Frankrijk − België | 0 − 1   |
| 6  | Herentals             | 9 juni 1984      | Vriendschappelijk    | België − Frankrijk | 1 − 1   |
| 7  | Zaventem              | 4 mei 1985       | EK 1987 kwalificatie | België − Frankrijk | 3 − 1   |
| 8  | Niederbronn-les-Bains | 15 maart 1986    | EK 1987 kwalificatie | Frankrijk − België | 2 − 1   |
| 9  | Moeskroen             | 24 oktober 1987  | EK 1989 kwalificatie | België − Frankrijk | 0 − 2   |
| 10 | Loison-sous-Lens      | 22 mei 1988      | EK 1989 kwalificatie | Frankrijk − België | 0 − 0   |
| 11 | Épinal                | 13 mei 1989      | Vriendschappelijk    | Frankrijk − België | 2 − 0   |
| 12 | Lyon                  | 22 maart 1994    | Vriendschappelijk    | Frankrijk − België | 3 − 0   |
| 13 | Moeskroen             | 12 april 1997    | Vriendschappelijk    | België − Frankrijk | 0 − 3   |
| 14 | Boulogne-sur-Mer      | 22 november 2006 | Vriendschappelijk    | Frankrijk − België | 6 − 0   |
| 15 | Nieuwpoort            | 15 juni 2011     | Vriendschappelijk    | België − Frankrijk | 1 − 2   |
| 16 | Calais                | 18 juni 2011     | Vriendschappelijk    | Frankrijk − België | 7 − 0   |
| 17 | Montpellier           | 7 juli 2017      | Vriendschappelijk    | Frankrijk − België | 2 − 0   |
| 18 | Manchester            | 14 juli 2022     | EK 2022              | Frankrijk − België | 2 − 1   |
| 19 | Valenciennes          | 20 juni 2025     | Vriendschappelijk    | Frankrijk − België | 5 − 0   |

## Samenvatting
| Competitie        | Totaal gespeeld | Winst België | Gelijk | Winst Frankrijk | Doelsaldo België – Frankrijk |
| ----------------- | --------------- | ------------ | ------ | --------------- | ---------------------------- |
| EK-eindronde      | 1               | 0            | 0      | 1               | 1 − 2                        |
| EK-kwalificatie   | 4               | 1            | 1      | 2               | 4 − 5                        |
| Vriendschappelijk | 14              | 3            | 2      | 9               | 7 − 35                       |
| Totaal            | 19              | 4            | 3      | 12              | 12 − 42                      |